# Tofu

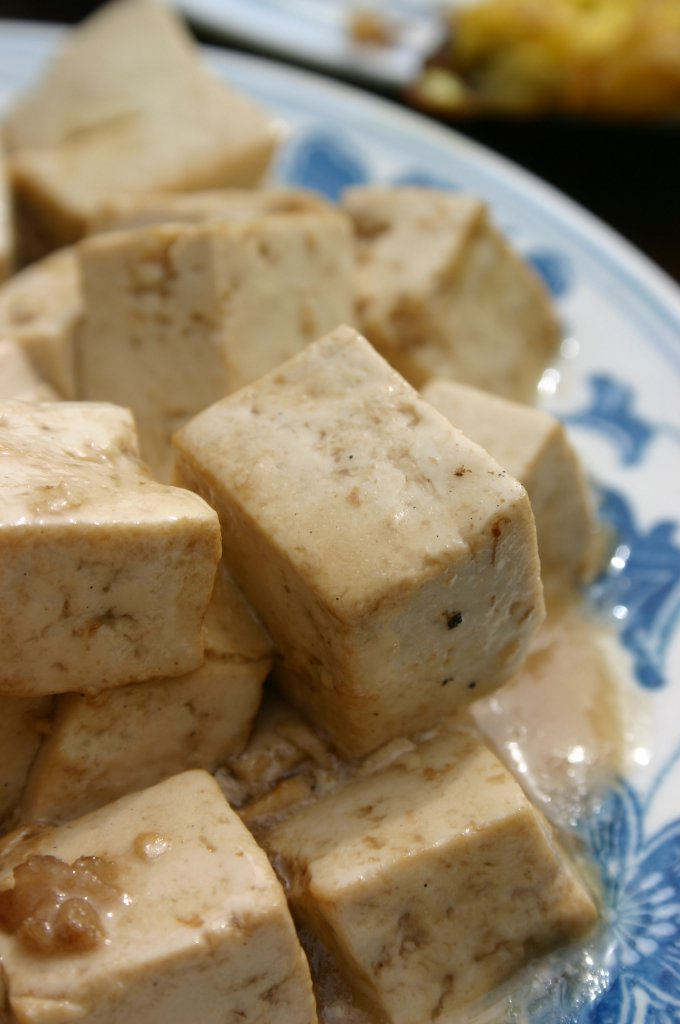
Tofu nakrájené na kostky

Tofu (čínsky: 豆腐 pinyin: dòu fu, japonsky: 豆腐 tófu) je jídlo vyráběné srážením sojového mléka s potravinářskou sádrou (síran vápenatý), případně jinými prostředky. V některých publikacích se setkáme i s variantami názvu toufu (dle Švarného), či tou-fu.

## Výroba tofu
Nejprve se sójové boby důkladně propláchnou, poté se namočí a nechají se bobtnat. Až jsou sójové boby dostatečně nabobtnalé, i s vodou se umixují. Výsledkem by měla být kaše co nejjemnější konzistence. Následuje vaření při teplotě větší než 100 °C. Pasírováním vznikne sójový nápoj (surovina pro výrobu tofu), který je potřeba ještě pomocí síranu vápenatého vysrážet. Vysrážený sójový nápoj se zatíží, aby vytekla přebytečná voda. Výsledkem je tofu natural.

## Původ a rozšíření
Tofu pochází z Číny, kde se začalo vyrábět ve druhém století před naším letopočtem. V sedmém století se jeho znalost rozšířila i do Japonska. V obou těchto zemích, stejně tak jako ve Vietnamu, Koreji a Thajsku patří dodnes k tradičním jídlům.
V západních zemích bylo tofu takřka neznámé až do poloviny 20. století, ale s rostoucím zájmem o vegetariánství a zdravou stravu se i zde začalo masivně rozšiřovat. Dnes lze tofu koupit nejen v obchodech se zdravou výživou, ale i v mnoha hypermarketech a supermarketech.

## Využití
V asijské kuchyni se tofu využívá ve slaných i sladkých jídlech a je ceněno především pro svou schopnost přejmout chuť ostatních použitých přísad. V Evropě a Americe je tofu spojeno především s vegetariánstvím a veganstvím, jelikož jej díky vysokému obsahu bílkovin lze použít jako náhražku masa.
Tofu se většinou prodává v těchto podobách:
- „tvrdé tofu“ (木綿豆腐, momendófu Japonsky, dosl. bavlněné tofu), které vzhledem připomíná sýr
- „měkké tofu“ (絹漉し豆腐, kinugoši tófu Japonsky, dosl. hedvábím cezené tofu), které vzhledem připomíná pudink

Tvrdší varianta se většinou používá v jídlech, která mají mít tvar, například v tzv. „číně“, či jídlech připomínajících maso. Měkké tofu se používá v dezertech, polévkách, či omáčkách.
Tofu lze různými způsoby ochucovat a přidávat do něj rozmanité přísady, např. zeleninu, mořské řasy či bylinky; na trhu existuje též tofu uzené, marinované apod. Výrobci zdravé výživy dodávají další výrobky či polotovary odvozené z tofu nebo vyrobené obdobnou technologií, jako jsou karbanátky, pomazánky, či salámy.